# گرماب (خنداب)
گرماب روستایی در دهستان دهچال بخش مرکزی شهرستان خنداب استان مرکزی ایران است.

## مردم
مردم این روستا لر هستند و به زبان لری سخن می گویند.

## جمعیت
بر پایه سرشماری عمومی نفوس و مسکن در سال ۱۳۹۵ جمعیت این روستا ۲۷۱ نفر (۹۲خانوار) بوده‌است.